# Freitag der 13. – Das letzte Kapitel
Freitag der 13. – Das letzte Kapitel (Originaltitel: Friday the 13th: The Final Chapter) ist ein US-amerikanischer Horrorfilm aus dem Jahr 1984 von Joseph Zito. Der Film ist der vierte Teil der Horrorfilm-Serie Freitag der 13.

## Handlung
Am Ende des dritten Teils: Während der Killer Jason für tot befunden wird und von der Polizei in die Leichenabteilung des anliegenden Krankenhauses gebracht wird, bezieht der 12 Jahre alte Tommy mit seiner Mutter und seiner Schwester Trish ein Ferienhaus. Direkt daneben ist ein weiteres Ferienhaus, welches von einer Gruppe Jugendlicher als Unterkunft bezogen wird.
Der Killer Jason ist in der Zwischenzeit wieder lebendig geworden und bringt bei seiner Flucht aus dem Krankenhaus einen Pfleger und eine Krankenschwester um. Nun sinnt er auf Rache und macht sich auf den Weg zum berüchtigten „Crystal Lake“. Unterwegs stößt derweil die Gruppe Jugendlicher auf den Grabstein von Pamela Voorhees und eine Anhalterin, die sie stehen lassen. Jason tötet diese kurz darauf.
Kurz darauf kommen die Teenager beim Ferienhaus an und treffen die Nachbarn Trish, Tommy und den Familienhund Gordon. Bei einem Spaziergang am nächsten Tag begegnen den Teenagern dann die Zwillingsschwestern Tina und Terri und gehen mit ihnen Nacktbaden. Trish und Tommy treffen zufällig auch am Strand auf und Trish wird daraufhin zu einer Party eingeladen, die an diesem Abend stattfindet. Als ihr Auto später eine Panne hat, wird Trish und Tommy von einem jungen Mann namens Rob Dier geholfen. Sie bringen ihn zu ihrem Haus, wo er ihre Mutter trifft. Tommy zeigt ihm mehrere Monstermasken, die er gemacht hat, bevor Rob zum Zelten geht.
Später am Abend beginnen die Teenager mit der Party. Die eifersüchtige Sam sieht, wie Tina mit Paul flirtet und geht. Sie geht zum See, wo Jason sie unter einem Floß aufspießt. Als Paul sich auf die Suche nach ihr macht, wird er mit einer Harpune in den Unterleib getroffen. Terri versucht, die Party vorzeitig zu verlassen, aber Jason ersticht sie mit einem Speer, bevor sie auf ihr Fahrrad steigen kann. Mrs. Jarvis kommt nach Hause und stellt fest, dass der Strom ausgefallen ist. Auf der Suche nach ihren Kindern und Gordon wird sie vermutlich getötet. Bald kommen Trish und Tommy beim Haus an und stellen fest, dass ihre Mutter verschwunden ist. Trish macht sich auf die Suche nach ihr und findet Robs Campingplatz. Es stellt sich heraus, dass Rob der Bruder von Sandra Dier ist (diese war im zweiten Teil ein Opfer von Jason). Rob erklärt ihr weiter, dass Jason noch lebt und dass er nach Crystal Lake gekommen ist, um den Tod seiner Schwester zu rächen. Aus Sorge um Tommys Sicherheit kehren Trish und Rob zum Haus zurück.
Nachdem er mit Tina geschlafen hat, geht Jimmy nach unten, um eine Flasche Wein zu holen. Jason rammt Jimmy einen Korkenzieher in die Hand, bevor er ihm sein Fleischerbeil ins Gesicht schlägt. Tina schaut oben aus dem Fenster und stellt fest, dass das Fahrrad ihrer Schwester noch da ist. Dann stürmt Jason durch das Fenster, wirft sie in den Tod. Während ein bekiffter Ted mit einem Filmprojektor Junggesellenfilme anschaut, kommt er der Projektorleinwand zu nahe und wird von der anderen Seite mit einem Küchenmesser in den Kopf gestochen. Dann geht Jason nach oben, wo Doug und Sara unter der Dusche ihren Liebesakt beenden. Nachdem Sara gegangen ist, tötet Jason Doug, indem er seinen Kopf gegen die Duschfliesen schlägt. Als Sara schreit, als sie Dougs Leiche findet, versucht sie zu fliehen, wird jedoch von einer Doppelaxt in die Brust getroffen.
Trish, Rob und Gordon gehen nebenan und entdecken die Leichen der Jugendlichen. Gordon flieht und Jason tötet Rob im Keller, während Trish nach Hause rennt und Robs Machete mitnimmt. Sie und Tommy verbarrikadieren das Haus, aber Jason bricht ein und jagt sie in Tommys Zimmer. Trish lockt Jason aus dem Haus, entkommt, kehrt dann nach Hause zurück und ist am Boden zerstört, als sie erfährt, dass Tommy nicht weggelaufen ist. Sie spürt Jason hinter sich und versucht, ihn mit der Machete abzuwehren, wird aber überwältigt. Nachdem er sich als Kind so verkleidet hatte, dass er wie Jason aussah, lenkt Tommy ihn lange genug ab, damit Trish ihn mit der Machete schlagen kann, aber sie schlägt ihm lediglich die Maske ab. Als Trish entsetzt über Jasons deformiertes Gesicht dasteht, nimmt Tommy die Machete und schlägt sie seitlich in den Schädel, wodurch er zu Boden fällt und sich beim Aufprall den Kopf spaltet. Als Tommy bemerkt, dass sich Jasons Finger leicht bewegen, hackt er weiter auf seinen Körper ein und schreit: „Stirb! Stirb! Stirb!“ während Trish wiederholt seinen Namen schreit.
In einem Krankenhaus umarmen sich die beiden Geschwister, und Tommy blickt merkwürdig in die Kamera.

## Hintergrund
Die Produktionskosten zum Film betrugen lediglich 2,6 Millionen US-Dollar, dennoch wurde der Film an den Kinokassen zum Erfolg. Er spielte in den USA 32,9 Millionen US-Dollar ein, international inklusive des Erlöses aus DVD- und Videoverkauf knapp 90 Millionen US-Dollar.
Der Film ist ab dem 3. Juli 2017 erstmals in Deutschland verfügbar und wird vom Österreichischen Label 84´ Entertainment in einem Mediabook veröffentlicht. Im Gegensatz dazu ist der Film in Frankreich, ebenfalls wie der Vorgänger, ab 12 und in Italien ab 14 Jahren freigegeben. In Deutschland wurde die Videofassung beschlagnahmt, obschon die Veröffentlichung bereits um die brutalsten Morde geschnitten war. Die Bundesprüfstelle für jugendgefährdende Medien hat den Film aufgrund der damals noch bestehenden Beschlagnahme am 30. Mai 2014 auf dem Listenteil B folgeindiziert.
Das Landgericht Berlin hat den Beschlagnahmungsbeschluss vom 19. Januar 2017 für die deutsche ungeschnittene Fassung aufgehoben. Die Indizierung wurde im März 2017 aufgehoben. Eine FSK-Freigabe wird derzeit seitens des Labels '84 Entertainment angestrebt. Der Film erhielt schließlich Keine Jugendfreigabe.
Die Fernsehpremiere in Deutschland fand am 15. September 2019 auf Tele 5 statt.
Die deutsche Synchronfassung entstand bei der cine – adaption GmbH Film- und Fernsehsynchronisation, München. Wolfgang Schnitzler schrieb das Dialogbuch und John Pauls-Harding führte Regie.
| Figur                          | Darsteller        | Deutscher Sprecher    |
| ------------------------------ | ----------------- | --------------------- |
| Trisha „Trish“ Jarvis          | Kimberly Beck     | Madeleine Stolze      |
| Tommy Jarvis                   | Corey Feldman     | Christian Wolf        |
| Rob Dier                       | E. Erich Anderson | Elmar Wepper          |
| Doug Bell                      | Peter Barton      | Ulf-Jürgen Wagner     |
| Sara Parkington                | Barbara Howard    | Viola Böhmelt         |
| Mrs. Jarvis                    | Joan Freeman      | Christina Hoeltel     |
| Jimmy                          | Crispin Glover    | Pierre Franckh        |
| Paul                           | Alan Hayes        | Pierre Peters-Arnolds |
| Ted                            | Lawrence Monoson  | Udo Wachtveitl        |
| Samantha                       | Judie Aronson     | Alexandra Ludwig      |
| Tina                           | Camilla More      | Silke Preiß           |
| Terri                          | Carey More        | Inga Nickolai         |
| Krankenschwester Robbie Morgan | Lisa Freeman      | Uschi Wolff           |
| Axel                           | Bruce Mahler      | Amadeus August        |

## Kritiken
Auf Rotten Tomatoes gaben nur 19 % der Kritiker dem Film ein positives Urteil, womit er dennoch besser bewertet wurde als der direkte Vorgänger. In der Internet Movie Database erzielte er mit einer Nutzerwertung von 6,0 von 10 möglichen Punkten das drittbeste Ergebnis der gesamten Filmreihe.
Das Lexikon des internationalen Films schrieb: „Stupide Blutoper mit ein paar Sexeinlagen.“

## Trivia
Ted White hat 1987 in einem Interview verraten, dass er sich im Nachhinein mit seiner Rolle als Jason etwas unwohl gefühlt hat. Aus diesem Grund bestand er darauf, nicht im Abspann des Films erwähnt zu werden. Anfragen, auch in den weiteren beiden Teilen Jason Voorhees zu spielen, lehnte er ab, was er nach eigener Aussage später bereut haben will. Während seiner Laufbahn als Stuntman, was seiner eigentlichen Profession entspricht, doubelte er unter anderem Hollywood-Stars wie Clark Gable, Lee Marvin und John Wayne.

## Computerspiel
Zu dem Film wurde 1985 von Domark ein Computerspiel mit dem Titel Friday the 13th für den Commodore C64, Amstrad CPC und ZX Spectrum veröffentlicht. Als Bonus lag dem Spiel ein Beutel Filmblut bei.
Die Aufgabe des Spielers ist es, durch die Landschaft des Ferienortes Crystal Lake zu laufen, Jason zu finden und zu töten, bevor er einen selber oder zu viele seiner Freunde tötet. Diese Prozedur muss der Spieler mit mehreren Spielfiguren durchführen, um das Spiel zu gewinnen. Der Spieler kann sich frei auf der aus 20 Bildschirmen bestehenden Welt von Crystal Lake bewegen. Die Lebensenergie aller Urlauber wird in der Form von Jasons Eishockeymaske angezeigt. Wenn der Spieler einen Bildschirm mit einer Leiche betritt, wird manchmal eine von zwei schockierenden Grafiken, untermalt mit einem Todeskreischen, eingeblendet.
Neben dem Todeskreischen kommen folgende Melodien vor:
- Wachet auf, uns rufet die Stimme (BWV 645) – Johann Sebastian Bach
- Hochzeitsmarsch (Sommernachtstraum) – Felix Mendelssohn Bartholdy
- Toccata und Fuge in d-Moll (BWV 565) – Johann Sebastian Bach
- Teddy Bears’ Picnic – John W. Bratton
- The Adventures of Robin Hood – Carl Sigman
- Old McDonald Had A Farm – Kinderlied
- Trauermarsch (Dritte Symphonie „Eroica“, Op.  55) – Ludwig van Beethoven